# Diane Bell (judokate)
Pour les articles homonymes, voir Diane Bell.
Diane Bell, née le 11 octobre 1963 à Corbridge, est une judokate britannique, deux fois championne du monde et trois fois championne d’Europe.

## Palmarès international en judo
| Championnats du monde | Championnats du monde | Championnats du monde |
| Année                 | Médaille              | Catégorie             |
| --------------------- | --------------------- | --------------------- |
| 1982                  | bronze                | –56 kg                |
| 1986                  | or                    | –61 kg                |
| 1987                  | or                    | –61 kg                |
| 1991                  | argent                | –61 kg                |
| 1993                  | bronze                | –61 kg                |
| Championnats d’Europe |                       |                       |
| Année                 | Médaille              | Catégorie             |
| 1984                  | or                    | –56 kg                |
| 1985                  | bronze                | –56 kg                |
| 1986                  | or                    | –61 kg                |
| 1987                  | bronze                | –61 kg                |
| 1988                  | or                    | –61 kg                |
| 1989                  | bronze                | –61 kg                |
| 1990                  | argent                | –61 kg                |
| 1993                  | bronze                | –61 kg                |
| 1994                  | argent                | –61 kg                |
| 1995                  | argent                | –61 kg                |
| 1996                  | bronze                | –61 kg                |
| Jeux du Commonwealth  |                       |                       |
| Année                 | Médaille              | Catégorie             |
| 1990                  | or                    | –61 kg                |